# André Hernan
André Hernan Riveros Alarcon ou simplesmente André Hernan (São Paulo, 7 de maio de 1981) é um jornalista brasileiro. Atualmente trabalha nos canais ESPN.
É conhecido por sua atuação com esportes, por onde ganhou vários prêmios.
É torcedor do São Paulo FC.

## Biografia
André Hernan é filho de um casal de chilenos, Marcelo Alarcon e Sara Elvira Inostroza, que fugiram da ditadura de Augusto Pinochet e se mudaram para o Brasil em 1978. O jornalista nasceu em São Paulo, três anos depois.
Após perder o pai, conseguiu um emprego de office boy na Faculdade Cásper Líbero. Formou-se em Jornalismo na Universidade São Judas.
Antes de chegar ao grupo Globo, Hernan foi estagiário não-remunerado de cinco meses na TV Cultura. André Hernan começou a trabalhar na TV Globo em 2004, após conseguir uma vaga de estagiário do Esporte. Após ser efetivado, passou por diversas áreas: produção, edição, controle das transmissões de futebol, antes de ir para a reportagem em 2010, inicialmente nos canais SporTV e Premiere, antes de chegar ao Globo Esporte. André Rizek foi o chefe de reportagem que deu a oportunidade dele cobrir a Série B.
Pediu demissão do Grupo Globo em 1º de abril de 2022. Pela emissora cobriu duas Copas, Olimpíadas, Eurocopa, Panamericano, Libertadores, Brasileiro, Copa do Brasil e Campeonao Paulista.
O repórter firmou uma parceria com a NWB (Network Brasil), uma das maiores redes de canais digitais esportivos do país. A estreia do seu canal no YouTube aconteceu em 10 de maio do mesmo ano.

## Prêmios
André é o atual hexacampeão do Troféu ACEESP (Associação dos Cronistas Esportivos do Estado de São Paulo), na categoria "Repórter Esportivo de TV".
| Ano  | Prêmio                                                                     | Categoria                                | Resultado | Ref.   |
| ---- | -------------------------------------------------------------------------- | ---------------------------------------- | --------- | ------ |
| 2012 | Troféu ACEESP (Associação dos Cronistas Esportivos do Estado de São Paulo) | Repórter TV por assinatura               | Indicado  | [ 13 ] |
| 2015 | Troféu ACEESP (Associação dos Cronistas Esportivos do Estado de São Paulo) | Repórter TV por assinatura               | Indicado  | [ 14 ] |
| 2016 | Troféu ACEESP (Associação dos Cronistas Esportivos do Estado de São Paulo) | Repórter TV por assinatura               | Indicado  | [ 15 ] |
| 2017 | Troféu ACEESP (Associação dos Cronistas Esportivos do Estado de São Paulo) | Repórter Esportivo de TV                 | Venceu    | [ 16 ] |
| 2018 | Troféu ACEESP (Associação dos Cronistas Esportivos do Estado de São Paulo) | Repórter Esportivo de TV                 | Venceu    | [ 17 ] |
| 2019 | Troféu ACEESP (Associação dos Cronistas Esportivos do Estado de São Paulo) | Repórter Esportivo de TV                 | Venceu    | [ 18 ] |
| 2020 | Troféu ACEESP (Associação dos Cronistas Esportivos do Estado de São Paulo) | Repórter Esportivo de TV                 | Venceu    | [ 19 ] |
| 2021 | Troféu ACEESP (Associação dos Cronistas Esportivos do Estado de São Paulo) | Repórter Esportivo de TV                 | Venceu    | [ 20 ] |
| 2021 | Prêmio Comunique-se                                                        | Repórter: Mídia Falada                   | Venceu    | [ 21 ] |
| 2021 | Prêmio Comunique-se                                                        | Esportes: Mídia Falada                   | Indicado  | [ 22 ] |
| 2022 | Troféu ACEESP (Associação dos Cronistas Esportivos do Estado de São Paulo) | Repórter Esportivo de TV                 | Venceu    | [ 23 ] |
| 2024 | Troféu ACEESP (Associação dos Cronistas Esportivos do Estado de São Paulo) | Melhor profissional Mídia Digital/Online | Venceu    | [ 24 ] |